# 麵窩
麵窩是武汉地方性小吃之一，是一种炸制而成的麵食，外观焦黄；俯视呈环状，侧视呈凹状，四周厚而中间有一窝洞，故而武汉人称它为麵窩，而沙市則稱「油香」

## 麵窝原料
- 米浆
- 黄豆浆
- 葱花
- 芝麻

## 苕面窝

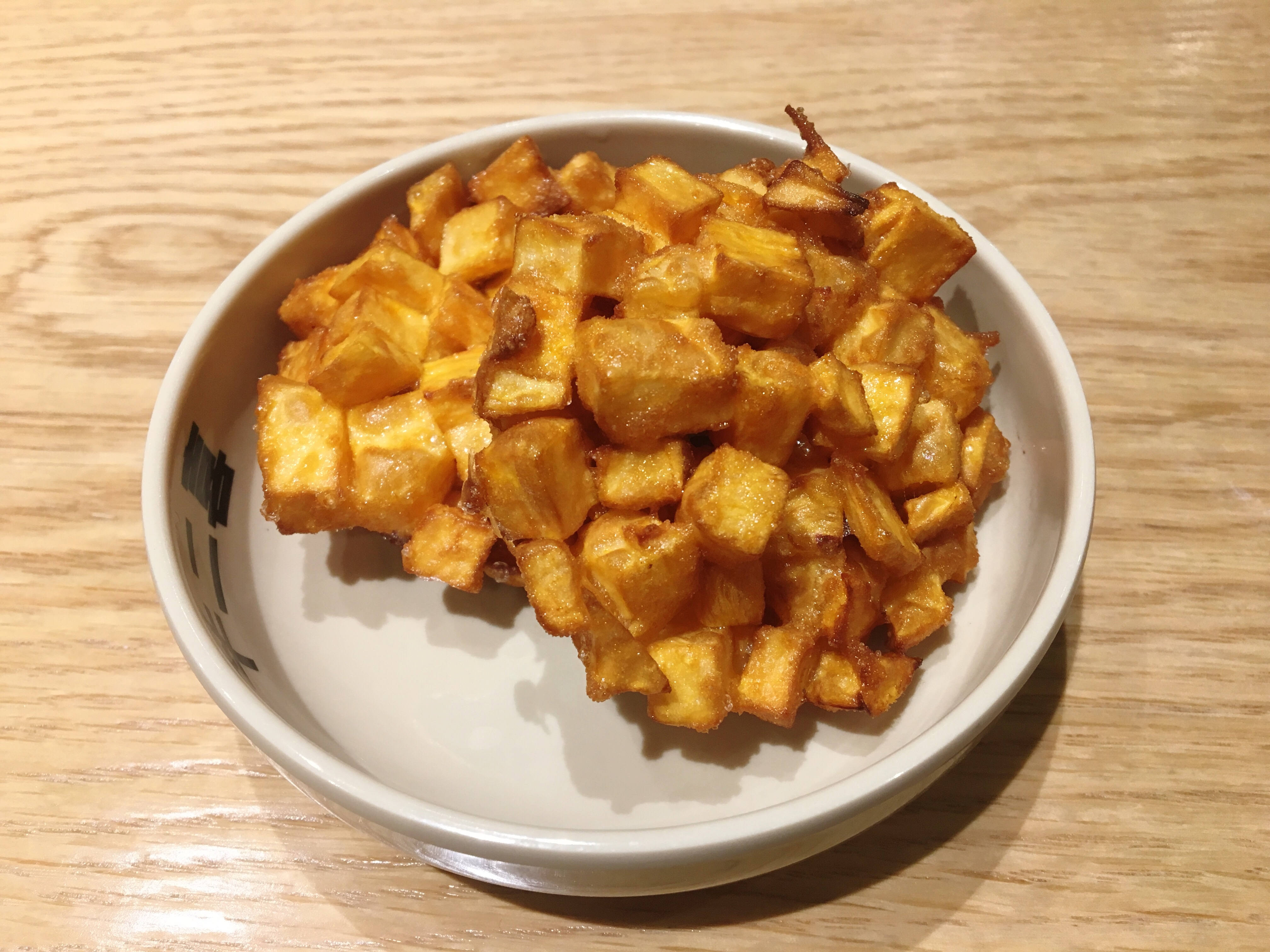
苕面窝

武汉人称甜薯为苕，将甜薯切成小丁然后裹浆放入制面窝的铁勺中油炸成型后起锅。成品即是苕面窝。

## 制作方法
炸时用的铁勺子，直径约5寸，四周下凹，中央凸起，用另一勺将混合米浆舀入面窝勺，在中间一刮，撒上芝麻，然后下锅，下凹处因面浆多，所以肥厚，中央因为铁勺中央凸起而没有沾浆，故形成一个空洞，炸成后像个圆圈和美国人喜欢吃的甜甜圈有些形似。成品呈焦黄色，撕开后，面窝内部为白色。